# Joanna Wiśniewska

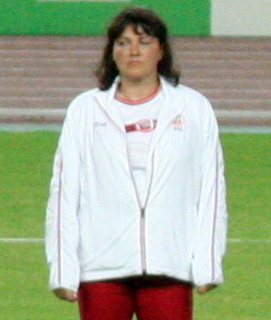
Joanna Wiśniewska bei den Weltmeisterschaften 2007

Joanna Wiśniewska (* 24. Mai 1972 in Breslau) ist eine polnische Diskuswerferin.
Wiśniewska gewann bei der Sommer-Universiade 1999 in Palma de Mallorca mit persönlicher Bestweite von 63,97 m die Silbermedaille hinter der Rumänin Nicoleta Grasu und vor der Brasilianerin Elisângela Adriano. In den folgenden Jahren konnte sie sich immer wieder für internationale Meisterschaften qualifizieren, ohne jedoch herausragende Resultate zu erzielen. So wurde sie bei den Europameisterschaften 2002 in München Neunte und bei den Olympischen Spielen 2004 in Athen Zehnte. Bei den Weltmeisterschaften 2005 in Helsinki und bei den Europameisterschaften 2006 in Göteborg belegte sie jeweils den zwölften Rang.
Zwar erreichte Wiśniewska bei den Weltmeisterschaften 2007 in Osaka den sechsten Platz. Aber bei den Olympischen Spielen 2008 in Peking und bei den Weltmeisterschaften 2009 in Berlin scheiterte sie jeweils in der Qualifikationsrunde. Umso überraschender kam ihr bis dahin größter Erfolg, als sie im Alter von 38 Jahren bei den Europameisterschaften 2010 in Barcelona die Bronzemedaille hinter der Kroatin Sandra Perković und Nicoleta Grasu gewann.

## Bestleistungen
- Diskuswurf: 63,97 m, 12. Juli 1999, Palma de Mallorca